# Revolta de Vila Rica

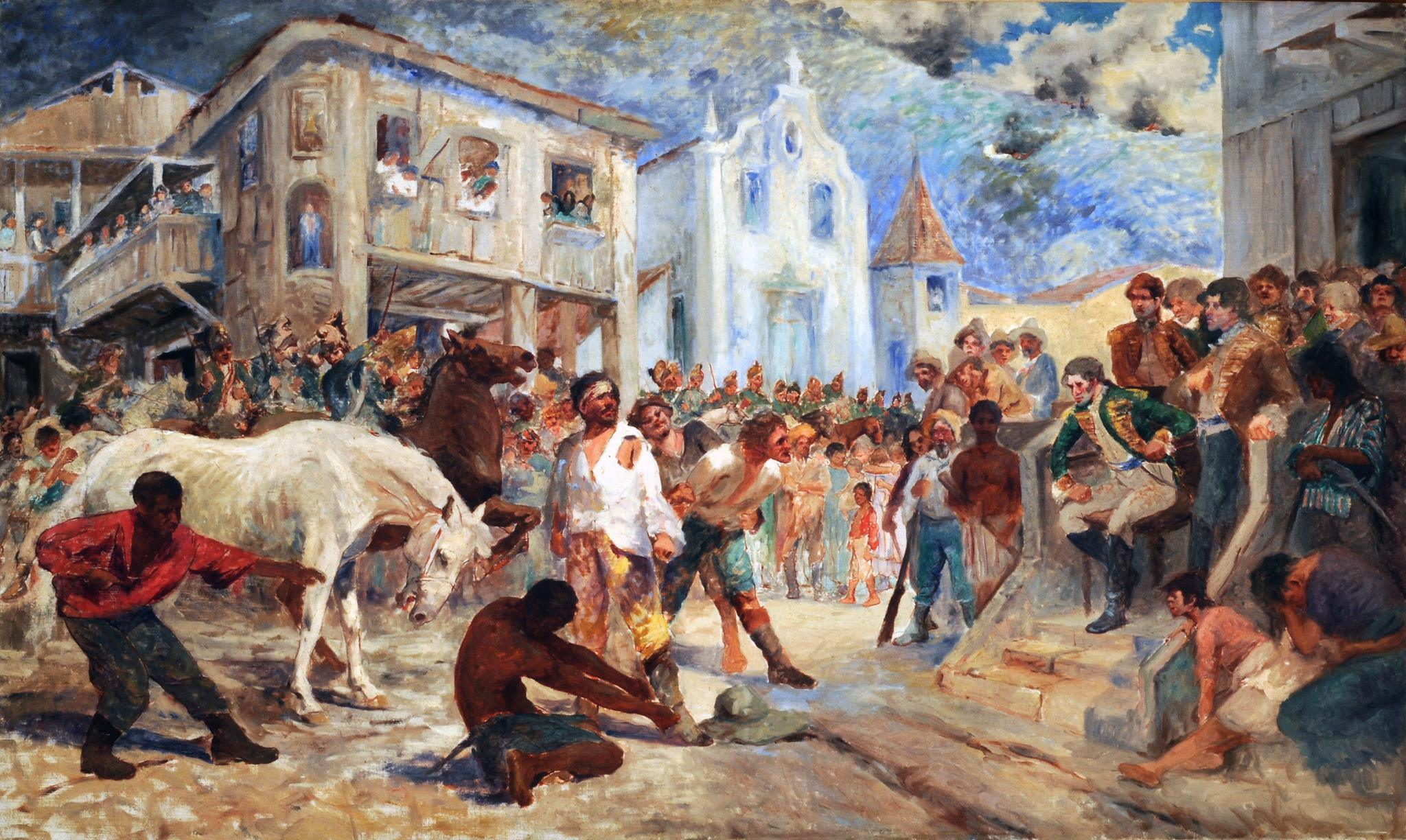
Julgamento de Filipe dos Santos
Óleo de Antônio Parreiras retratando a versão mítica da execução. Ao fundo, o pintor mostra a fumaça da queima das casas dos revoltosos.

A Revolta de Vila Rica, episódio também conhecido como Revolta de Filipe dos Santos, Revolta de Matheus Nogueira e Sedição de Vila Rica, foi uma das primeiras reações dos descendentes de portugueses no Brasil contra a metrópole portuguesa. Aconteceu entre 28 de junho e 19 de julho de 1720, na então Vila Rica (Ouro Preto), cidade da Capitania de São Paulo e Minas de Ouro, subdivisão administrativa do Reino de Portugal. É considerado tradicionalmente um movimento nativista pela historiografia brasileira, e um dos precursores da chamada Inconfidência Mineira. Revisões recentes mostram que ela se inscrevia em um ciclo de contestações locais que buscavam corrigir erros da administração.
Ocorreu na Vila Rica de Nossa Senhora do Pilar do Ouro Preto, como era então denominada a atual cidade de Ouro Preto, no estado de Minas Gerais, tendo, por um de seus líderes, o idealista Matheus Barbosa Silva Nogueira, que, muitas vezes, dá nome à revolta.
Entre suas causas diretas, estavam a criação das casas de fundição, proibindo a circulação de ouro em pó, e o monopólio do comércio dos principais gêneros por reinóis (lusitanos). A revolta obteve, do governador dom Pedro Miguel de Almeida Portugal, Conde de Assumar, uma enérgica reação que culminou com a execução do principal líder, Filipe dos Santos.

## Contexto histórico

Mapa do Brasil após a Guerra dos Emboabas, em 1709.

Vivera já a região das minas (atual estado de Minas Gerais) grandes agitações que demonstraram, como diz Pedro Calmon, um povo "aguerrido, vaidoso do seu poderio" nas montanhas, conscientes de que a lei apenas seria cumprida se houvesse a concordância de seus habitantes: foi assim que, no começo do século XVIII, começou a Guerra dos Emboabas, contrapondo o emboaba Manuel Nunes Viana a D. Fernando de Mascarenhas e aos paulistas liderados por Manuel de Borba Gato, e que resultou na criação da capitania de São Paulo e Minas de Ouro em 1709.
As leis, nos sertões, eram impostas por verdadeiros "régulos" (como registrou um governante, em 1737), em que o governo era distante e não dispunha de força, ao contrário dos habitantes – solidários, organizados e armados.
A produção das minas crescia, ao passo que os tributos enviados à Corte permaneciam estagnados. Em Portugal cobrava-se uma explicação; esta residia no contrabando, que enorme prejuízo causava à fazenda real. Uma das medidas adotadas, em 1719, foi a imposição das casas de fundição segundo a qual ficava proibido a circulação de ouro em pó – devendo todo o minério ser fundido numa daquelas instituições a serem criadas em Vila Rica, Sabará, São João del-Rei e em Vila do Príncipe – lugar em que seria pago o quinto. Por esta forma, sairia, dali, o chamado "ouro quintado", o único que poderia circular livremente – ou seja, que seria marcado com o sinete da Coroa, e sobre o qual teria sido pago tributo.
A situação anterior vigente, que as Câmaras de Vereadores aceitavam, era a de uma soma certa e fixa a ser paga ao final de cada ano. O então governador, dom Brás Baltasar da Silveira, insistira em impor o chamado imposto sobre as bateias, que consistia no pagamento por cada minerador de 12 oitavas de ouro (cada oitava equivale a 3,5859 gramas). As Câmaras propuseram que pagariam o tributo nas saídas, com a condição de que o ouro circulasse livremente. Ocorre uma insurreição, que resultou no pagamento pelas Câmaras do pagamento fixo de 30 arrobas; que, entretanto, continuavam a não atender aos anseios da Coroa. A esta taxa fixa de pagamento, era dado o nome de "finta". Essas ordens resultaram na revolta de Pitangui, e deixaram a região em constante estado de descontentamento e de iminente sublevação.
O aspecto econômico falava também aos poderosos da região, cujos interesses estavam em jogo com as mudanças pretendidas pela Coroa, dentre os quais o mais rico deles, de Vila Rica, o mestre de campo Pascoal da Silva Guimarães. O próprio líder dos emboabas, Manuel Nunes Viana, incitava o povo contra a quintagem do ouro.

## Antecedentes

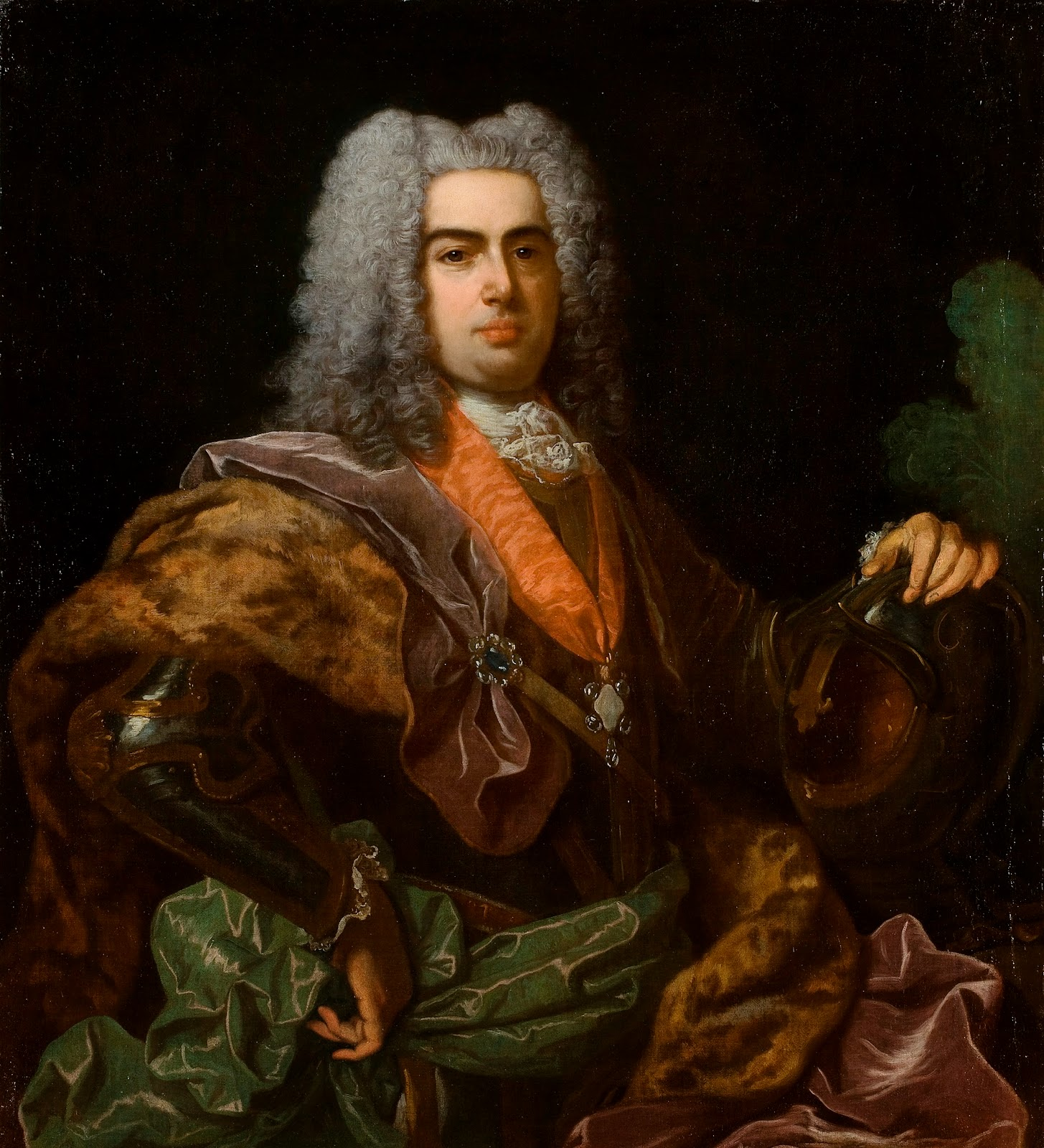
Dom João V, rei de Portugal.

Contra aquele estado de coisas, o rei dom João V nomeou dom Pedro Miguel de Almeida Portugal e Vasconcelos, Conde de Assumar, como governador. Sua função incluía aplicar, nas Minas, três disposições que contrariavam os interesses locais:
1. Anunciar a instalação, na capitania, de um bispado, objetivando a moralização do clero, que, ali, vivia dissolutamente, praticando desde delitos a desrespeito do celibato, além de envolver-se no tráfico do ouro;[6]
2. Aplicação da Carta Régia de 25 de abril de 1720, onde se extinguiam funções, aumentava-se o poder do governador e, ainda, trazia, para as Minas, um contingente de Dragões;[nota 2]
3. Imposição do cumprimento da Carta de 1728, que criava as casas de fundição, e que já causara tumultos.[6]

O envio dos soldados era uma precaução contra a exorbitante cobrança imposta, antecipando a Coroa que haveria resistência. O Conde de Assumar já havia despertado a antipatia entre os mineiros e, quando os primeiros militares chegaram em Ribeirão do Carmo, Domingos Rodrigues do Prado liderava, em Pitangui, uma agitação contra o governador.
O transtorno que as casas de fundição iriam provocar (o deslocamento forçado até elas, as despesas com burocracia, a hospedagem, atrasos, etc.) era mais uma dificuldade que o povo não estava disposto a tolerar. Nesse cenário, além de Pitangui, outros povoados se agitaram, e os dragões acabaram por utilizar a repressão violenta. Todavia, a crise se espalhara: estava acesa a chama que eclodiria na Revolta de Filipe dos Santos.

### Filipe dos Santos
Não há muitas informações sobre Filipe dos Santos Freire. Não se sabe onde nascera, porém a só amizade com o potentado Pascoal da Silva Guimarães faz deduzir fosse também lusitano, como registrou Diogo de Vasconcelos, acentuando ainda que algumas tradições davam-no como "homem de cor", embora a moderna historiografia seja assente que fosse mesmo português. Era uma pessoa pobre, contudo, a quem nada afetaria a taxação excessiva do quinto. Possuía o dom da oratória, sendo muito querido pelo povo.

## Conspiração

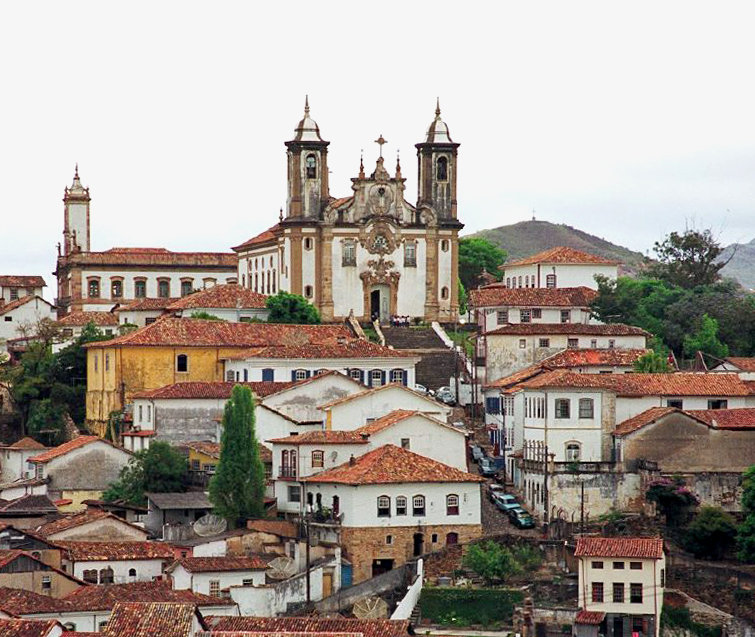
Vista de Ouro Preto.

Os fatos levaram os dois potentados de Vila Rica, Manoel Mosqueira Rosa e seus filhos, e Pascoal da Silva Guimarães, aos quais se juntara o humilde  Filipe dos Santos, insuflando com seu verbo ao povo, a combinar uma ação violenta que intimidasse o Ouvidor Martinho Vieira e, por meio deste, demoveriam o Governador de seus intentos – tal como ocorrera ao seu antecessor. Pascoal da Silva tinha outros interesses: além de sua imensa fortuna que incluía ricas lavras de ouro, duas grandes fazendas e mais de dois mil escravos, devia à Coroa cerca de 30 arrobas de ouro. Apesar disto, três dias antes de eclodir o movimento, o filho de Pascoal – João da Silva – escrevera uma carta a Assumar, denunciando a conspiração, mas a única providência então tomada foi a de levar o fato ao conhecimento do Ouvidor.
E foi na noite de São Pedro, quando as fogueiras e o espoucar de fogos típicos da festa ajudariam a ocultar suas movimentações, que, por volta das onze horas da noite, os conspiradores, mascarados, desceram das matas de Ouro Podre, onde Pascoal Guimarães possuía suas lavras e haviam previamente se reunido, tomando as ruas de Vila Rica rumo à casa do Ouvidor aos gritos de "Viva o povo!" – mas Martinho Vieira já tinha se evadido.
Dirigiram-se, então, os revoltosos ao prédio da Câmara, quando Filipe dos Santos assume o comando dos acontecimentos, através da oratória. Os sediciosos, no Paço, elaboram um memorial ao Governador, então ainda em seu palácio em Ribeirão do Carmo. A redação coube ao letrado José Peixoto da Silva, e nela constavam as reivindicações dos mineiros:
- Redução de vários tributos;[6]
- Diminuição das custas processuais;[nota 3][3][6]
- Abolição dos monopólios comerciais do gado, fumo, aguardente e sal;[3]
- Fim das casas de fundição.[3]

Não deporiam as armas, até terem atendidos todos os pleitos. Filipe dos Santos envia ao próprio José Peixoto como seu emissário ao Governador.

## As Gerais se levantam

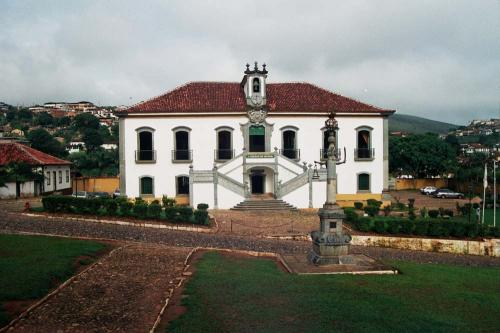
Vista do Paço da Vila do Carmo.

José Peixoto dirige-se a Ribeirão do Carmo (primitivo nome da cidade de Mariana), levando ao Conde o documento dos sediciosos. Vai a galope, gritando por todo o caminho:
As Gerais estão levantadas!
O Conde, então, compreendeu que a situação chegara ao limite extremo e procurou ganhar tempo. Respondendo que faria as concessões, condicionou, entretanto, que a ordem fosse refeita. Comprometeu-se também a convocar uma Junta Geral para deslindar as questões todas – mas a manobra não foi aceita pelos rebelados. No dia 2 de julho os revoltados partem todos até onde estava o Conde, a passos largos e clamando que o povo tinha de ser atendido. O conde, entretanto, sem prever o desenrolar dos fatos, procurou fortificar-se em sua residência, aquartelando ali os soldados, pois achara prudente não se afastar dali. Pedira reforços ao Rio de Janeiro e, de imediato, ao saber que a multidão partira de Vila Rica, enviou um dos seus tenentes e a Câmara da Vila do Carmo para recebê-la à entrada da cidade.
A turba entra pacificamente na Vila, postando-se na praça diante do palácio do Governador onde, numa das janelas, Assumar fala a todos de modo conciliador e, para decepção dos líderes, é aclamado pela multidão. Novamente é enviado José Peixoto que, na sala de audiências, volta a apresentar as reivindicações por escrito, às quais se somaram o perdão geral, em nome do Rei e outros pedidos menores. A cada item, respondia o Conde: "deferido como pedem".
Peixoto, então, numa das janelas do Paço, anuncia ao povo o alvará concedendo-lhes todos os pleitos, e novamente a multidão explode em aclamação, fazendo-os voltar de onde tinham saído com a convicção de que eram vitoriosos. Imaginando-se livres das interferências da Coroa, das exigências e prerrogativas impostas, partiram triunfalmente em retorno. O Governador, entretanto, agira por astúcia, jamais tencionando cumprir qualquer um daqueles compromissos.

## A reação

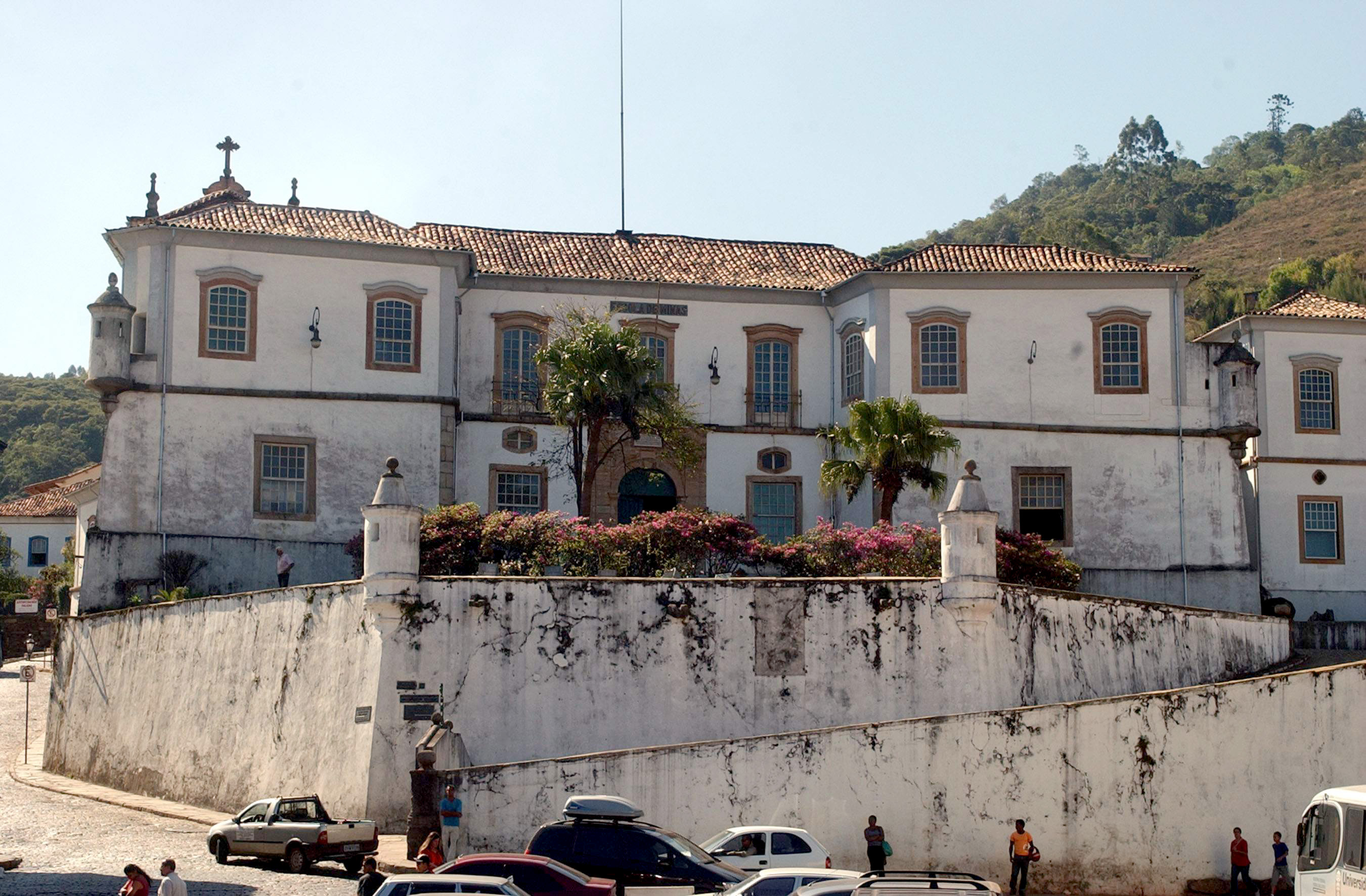
O Palácio dos Governadores, em Vila Rica.

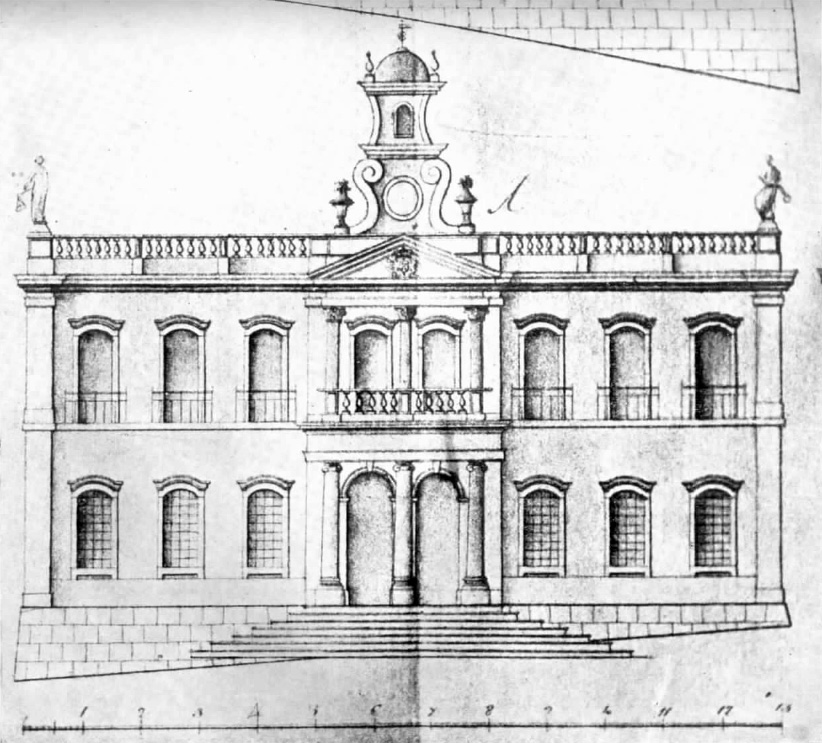
O prédio da Câmara de Vila Rica.

Tão logo voltaram para suas casas os rebelados, Assumar cuida de organizar sua represália, fazendo reunir os Dragões e também os ricos da cidade, não afeitos aos de Vila Rica, para que pegassem em armas e fornecessem escravos para reforço das tropas, que então chegaram a 1 500 homens.
Ordenou o Conde aos Dragões que prendessem os cabeças do movimento: Pascoal da Silva, Manuel Mosqueira da Rosa, Sebastião da Veiga Cabral e alguns frades.
Antes que a Vila reagisse contra a prisão dos líderes, Assumar penetrou na cidade com todo o seu contingente, surpreendendo-a, em 16 de julho. Filipe dos Santos pregava a revolta diante das portas da igreja de Cachoeira do Campo, quando foi aprisionado e, em Sabará, foi capturado Tomé Afonso Pereira que ali conclamava a reação. Ludibriados, os partidários do levante ainda tentaram alguma represália, mas nada adiantou, com a chegada das tropas de Assumar, lideradas pelo sargento-mor Manuel Gomes da Silva.
O Conde então agiu com vingança e violência, mandando incendiar as casas dos rebelados, o incêndio alastrando-se e destruindo ruas inteiras do arraial que hoje leva o nome de "Morro da Queimada", que era onde ficava a residência de Pascoal da Silva. Outras ruas também foram consumidas pelo fogo.
Filipe dos Santos, tido por principal líder, foi julgado sumariamente. Segundo a sentença, o réu deveria ser arrastado pelas vias públicas da vila e, posteriormente, esquartejado, tendo suas partes expostas em Cachoeira, onde foi preso, em São Bartolomeu, em Itaubira e em Ribeirão. Além disso, seus bens deveriam ser confiscados à Coroa.

### A execução de Filipe dos Santos

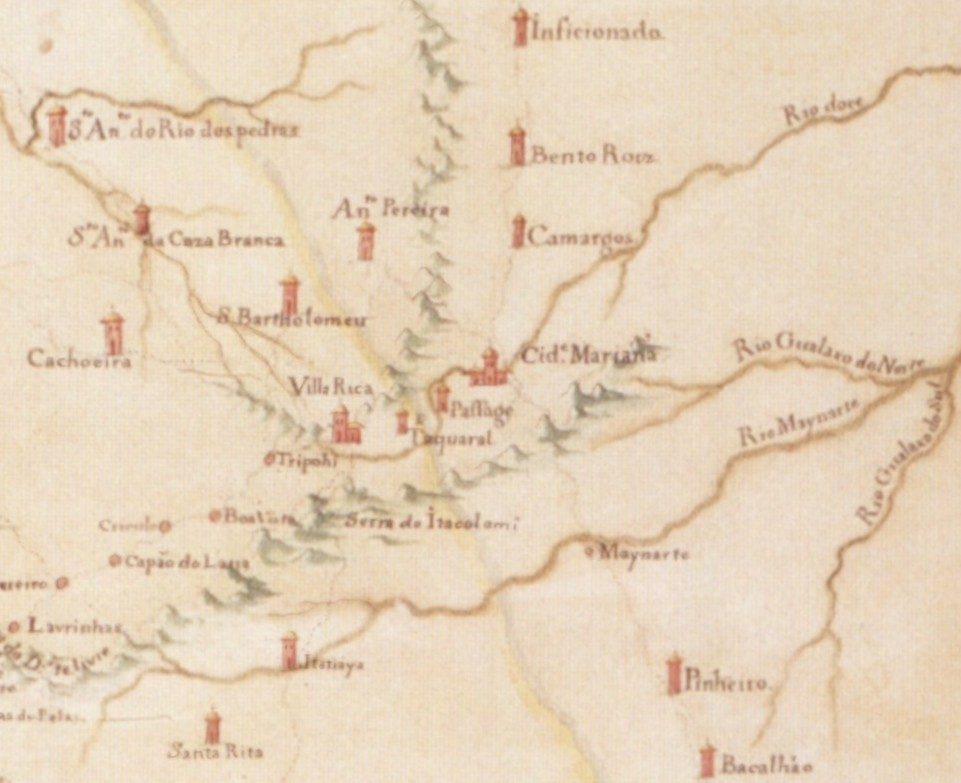
Extrato do mapa de 1766, feito por Cláudio Manuel da Costa, mostrando Vila Rica e seus arredores, palco dos acontecimentos da Revolta.

Algumas controvérsias existiam sobre como teria sido a execução do líder Filipe dos Santos. Clóvis Moura diz que não há consenso acerca de como lhe foi aplicada a pena capital: se enforcado e depois esquartejado, ou atado em quatro cavalos que, incitados, lhe estraçalharam o corpo. Diogo de Vasconcelos, entretanto, que é usado como principal fonte por Clóvis Moura, tratou esta última versão como um mito:

Muitos em acordo com a lenda creem que o ataram de braços e pernas a quatro cavalos, e estes o despedaçaram espantados pelas ruas o que daria ao caso o rubor ao menos das crueldades clássicas. A verdade, porém, é outra talvez mais repulsiva: o enforcaram, e depois o ataram à cauda de um cavalo, e assim feito em pedaços.— Diogo de Vasconcelos
Outros autores, como Carlos Mota, consignam apenas que foi enforcado e esquartejado, o mesmo ocorrendo com Souto Maior. Pedro Calmon faz a seguinte descrição, sem ser específico:

Preso, Filipe dos Santos foi enforcado, a 15 de julho de 1720. Proferiu no cadafalso, esta frase: "Jurei morrer pela liberdade, cumpro a minha palavra". O cadáver do rebelde foi esquartejado...— Pedro Calmon
Mota, contudo, complementa que, após o esquartejamento, teve a cabeça decepada pendurada num poste, e as outras partes de seu corpo expostas ao longo das estradas.

## As Consequências
Vencedor, o Conde de Assumar impôs todas as suas vontades: as Câmaras se calaram, o povo ficou submisso enquanto a polícia do governador passava a vigiar todo o distrito, com uma legislação pesada que a todos subjugava. As casas de fundição foram, então, instaladas, passando a funcionar a partir de 1725.
As estradas passaram então a ser ainda mais limitadas para o escoamento do ouro, a fim de se evitar o contrabando e a sonegação. Foi criado um sistema de salvo-conduto, erguidos postos de alfândega e de pedágio nos caminhos que levavam às regiões mineradoras.
Apesar disto, o descontentamento permanecia latente; outras revoltas ocorreram em Brejo do Salgado (1736), Montes Claros (1736), a Conspiração do Curvelo (1775). E, mesmo com o aumento da vigilância, novas formas de contrabando burlavam a fiscalização, incrementando o intercâmbio com a região do Prata.
Ainda se pode apontar como consequência do levante a emancipação da Capitania das Minas do Ouro da de São Paulo; e o fato de ter se registrado que no movimento tenha sido falado em República, fazendo com que a revolta seja considerada uma precursora da Conjuração Mineira de 1789.

## Documento
Após os acontecimentos, o Conde de Assumar registrou:

## Análises
Segundo Lúcio dos Santos "...bem pesadas as coisas, não era de caráter genuinamente popular a revolta de 1720. Na realidade, porém, já se ia gradativamente formando e afirmando a consciência da nova nacionalidade, de modo a surgirem resistências abertas aos excessos do poder."
Silva e Bastos dão-no como de amplitude meramente local, e que não buscou contestar a dominação portuguesa, mas somente contra os seus abusos, sem qualquer intenção emancipacionista.

## Impacto cultural
A poetisa Cecília Meireles deixou, no seu Romanceiro da Inconfidência, um canto onde lamenta a destruição e perseguição do Conde de Assumar a Filipe dos Santos e os outros revoltosos; ali seus versos retratam um algoz cruel – "Dizem que o Conde se ria! / mas quem ri, chora também", pois que abusara do poder, e traíra sua própria palavra.
Também Carlos Drummond de Andrade consignou sobre o mesmo lugar que "[As ruínas do Morro da Queimada] são ásperas, cruéis, e se não vem seguramente daquele dia de julho de 1720, em que a soldadesca de Conde de Assumar ateou fogo no arraial de Ouro Podre".